# Chamaecyparis flifera
Chamaecyparis flifera là một loài thực vật hạt trần trong họ Cupressaceae. Loài này được Veitch ex Senecl. mô tả khoa học đầu tiên năm 1868.